# Relaxe-toi chérie
Pour plus de détails, voir Fiche technique et Distribution.
Relaxe-toi chérie est une comédie italo-française réalisée par Jean Boyer et sortie en 1964.

## Synopsis
Hélène (Sandra Milo) et François (Fernandel) forment un couple heureux depuis douze ans. Las ! Madame découvre les beautés de la psychanalyse sous les traits du séduisant conférencier David Kouglow (Jean-Pierre Marielle). Bientôt convaincue que la belle santé et la fidélité de son époux cachent d'horribles drames, elle décide trois de ses amies à l'aider à ce que son mari la trompe afin qu'il puisse réaliser ses désirs inavoués. Mais François découvre la vérité et décide d'organiser une soirée un peu spéciale. Après la réconciliation conjugale, le docteur constatera chez eux un autre complexe : celui de Philémon et de Baucis.

## Fiche technique
- Titre original français : Relaxe-toi chérie ou Le Défoulé ou Le Complexe de Philémon
- Titre italien : Ho una moglie pazza, pazza, pazza
- Réalisation : Jean Boyer
- Scénario : D'après la pièce de Jean-Bernard Luc, Le Complexe de Philémon
- Adaptation : Jean Boyer, Jean-Bernard Luc
- Dialogue : Jean-Bernard Luc
- Assistance réalisation : Marc Simenon
- Photographie : Robert Lefebvre
- Montage : Jacqueline Brachet, assistée de Marielle de Broin
- Décors : Robert Giordani, assisté de André Guérin
- Musique : Guy Magenta, arrangement musical de Michel Colombier
- Son : Jean Bertrand
- Production : Les Films Corona, H. Dassonville, Cérès Films, (Paris) Zebra Films (Rome)
- Tournage : du 17 février au 26 mars 1964, dans les studios Paris Studios Cinéma de Billancourt
- Distribution : Valoria Films
- Formats : Noir et blanc, 35 mm
- Genre : Comédie
- Durée : 85 minutes
- Date de sortie : 
  - France - 19 août 1964

## Distribution
- Fernandel : François Faustin, industriel mari d'Hélène
- Sandra Milo : Hélène Faustin, la femme de François
- Jean-Pierre Marielle : Le professeur David Kouglow, psychiatre
- Maurice Chevit : Hubert Grandpierre, pharmacien et ami du couple
- Yvonne Clech : Lucienne Grandpierre, la femme du pharmacien
- Pascale Roberts : Cécile, une amie du couple
- Hella Petri : Olga, une amie du couple qui embrasse à la russe
- Jacqueline Jefford : Mlle Pelusco, la secrétaire de François
- Liliane Gaudet : Christiane Faustin, la sœur de François
- Jean Lefebvre : Blaise, le maître d'hôtel du couple
- Hélène Dieudonné : Antonia, la cuisinière qui a élevé François
- Jean Lara : Mr Duteil, le fondé de pouvoir de la société (non crédité)
- Jacqueline Rivière : Mme Duteil, la femme du fondé de pouvoir (non créditée)
- Nicole Gueden : La dactylo brune
- Catherine Clarence : La dactylo brune
- Kajio Pawlowski : Van Druck, l'industriel hollandais
- Jean-Pierre Zola : Le président de la société industrielle
- Sonia Silver
- Rémy Venot
- Nicole Desailly : La secrétaire de Kouglow
- Marius Gaidon : Un extra
- Raymond Pierson : Un passant